# Johan August Ekman
Johan August Ekman (født 26. november 1845 i Hjälstad (Skaraborgs Amt) som søn af en husar, død 30. november 1913 i Upsala) var en svensk ærkebiskop. 
Ekman blev student i Upsala 1867. Efter endt Eksamen var E. en Tid Kateket og Lektor i
Sthlm, hvorefter han 1873 blev præsteviet. 1877
blev han Docent i Eksegetik ved Upsalas Univ.,
1887 Prof. i teol. Prænotioner og teol.
Encyklopædi, 1896 Domprovst, 1898 Biskop i Vesterås.
Fra 1900 til sin Død var han Ærkebiskop samt
Prokansler ved Upsalas Univ. 1893 udnævntes
han til Dr. theol. og 1900 til Dr. phil. honoris
causa. E.’s Docentafhandling 1877 gjaldt
»Likheter mellan Esaias Kap. 40-66 och Jeremias«.
Af hans Forfatterskab maa endvidere nævnes
»Det kristna prestembetets ursprung« (1882) og
»Den naturalistiska hedendomen« (1886-88) samt
»Den kristliga karaktären« (1906). Desuden
Prædikener, Ligtaler og Avisartikler.